# البيت مع الساعة على جدرانه(فلم)
البيت مع الساعة على جدرانه (بالإنجليزية: The House with a Clock in Its Walls) هو فيلم رعب فنتازيا أمريكي صدر 2018 من إخراج إيلي روث وسيناريو إيريك كريبك. مبني على رواية تحمل الاسم نفسه كتبها جون بيليرز ورسمها إدوارد جوري. الفيلم من بطولة جاك بلاك وكيت بلانشيت وأوين فاكارو وكايل ماكلاشلان. ومن توزيع يونيفرسال بيكشرز عرض لأول مرة في 21 سبتمبر 2018.

## الممثلون
- أوين فاكارو في دور لويس بارنافيل، ابن شقيق جوناثان البالغ من العمر 10 سنوات
- جاك بلاك بدور جوناثان بارنافيل، عم لويس
- كيت بلانشيت بدورالسيدة زيمرمان، ساحرة وجارة جوناثان وأفضل أصدقائه.
- كايل ماكلاشلان بدور إسحاق إزارد، المالك الأصلي المشؤوم للمنزل.
- كولين كامب بدور السيدة هانتشيت، وهي جارة فضوعة ومزعجة لجوناثان بارنافيلت.
- لورينزا إيزو بدور والدة لويس
- رينيه إليز جولدسبري
- فانيسا آن ويليامز
- سوني سولجيك

## الإنتاج
بدأ التصوير الرئيسي للفيلم في 10 أكتوبر 2017.

## الاصدار
صدر الفيلم من قبل يونيفرسال بيكشرز بتاريخ 21 سبتمبر 2018.

## روابط خارجية
- الموقع الرسمي
- مقالات تستعمل روابط فنية بلا صلة مع ويكي بيانات

لا توجد روابط لمواقع التواصل الاجتماعي.